# 日活
日活株式会社（にっかつ、英: NIKKATSU CORPORATION）は、日本の映画製作・配給会社。日本テレビ放送網とスカパーJSATの持分法適用関連会社。
社名は創立時の名称である「日本活動冩眞株式會社」（にほんかつどうしゃしん）の略称に由来。

## 概要
本社を東京都文京区本郷に置き、東京都調布市に日活撮影所（旧：日活調布撮影所）を有する。撮影所内ではかつて日活芸術学院（1975年 - 2013年）を運営していたが、城西国際大学に事業譲渡した。
映画館はミニシアター「シネ・リーブル」として、シネ・リーブル池袋（東京都）、シネ・リーブル梅田（大阪府）、シネ・リーブル神戸（兵庫県）、シネ・リーブル博多駅（福岡県）を有し、シネマコンプレックスではシネリーブル千葉ニュータウン（千葉県印西市）を有していたが、2009年4月から東京テアトルとの業務提携により、映画館の運営は東京テアトルに委託している。
また、スカパー!プレミアムサービスやケーブルテレビ局向けにチャンネルNECO、レインボーチャンネルを、スカパー! (東経110度CS放送) 向けにチャンネルNECOを放送している。
かつては東宝、東映、松竹、大映（現・KADOKAWA）と並び称される映画会社だった時代もあり、一時は映画館のほかホテル・ゴルフ場・ボウリング場をもつ総合レジャー企業を志向していた時期もあったが、設立当初から経営危機、和議申請、会社更生法申請、様々な企業への買収・転売など苦難の歴史をたどり続けた。1970年代から1980年代後半にかけては経営難の中「日活ロマンポルノ」の名称で映画製作業務を続け、助監督の採用を続けていた。当時採用した助監督は、後に映画監督に昇進し、今日の日本映画を支えている。
会社自体は、映画会社として日本最古の歴史を誇るが、戦時中に新会社の大映に製作部門を譲渡し、日本の大手撮影所建設としては現時点で最後である1954年に撮影所を建設し、ゼロから製作を再開したこと、その際に五社協定包囲網に抵抗しながら新人発掘で乗り切ったこと、製作再開まもなくから十数年間、青春映画やアクション映画を得意としたことなどから、老舗としてよりはニューパワーとして位置づけられることが多い。これは、遥かに後発の大映が、実質的に旧日活の製作部門を継承しているために「伝統」の文字を冠させられることが多いのと対照を成している。

## 沿革

### 創業 - 戦前
1912年3月、国家当局の要請を受けた京都横田商会の横田栄之助の尽力により、資本金1,000万円をもとに横田商会、吉沢商店、福宝堂、エム・パテー商会の国産活動写真商社4社が合併して「日本活動フィルム株式會社」として創立。初代社長は後藤猛太郎。
この「日本活動フィルム株式會社」は株式市場で「活フイ」と略称されたため、「これから発展しようという会社が“フイ”になってはいかん」と社長の後藤猛太郎が縁起を担ぎ、元号が大正へ改元後の9月10日、「日本活動冩眞株式會社」と社名変更し、略称を「日活」とした。以降、時代劇の名門映画会社として、旧横田商会の法華堂撮影所を改称した日活関西撮影所で尾上松之助を看板スターとした。
1913年、東京向島水神に、ガラスステージを備えた現代劇（新派）の撮影所として、日活向島撮影所を建設。
1914年10月、トルストイの小説『復活』を原作とした『復活 (カチューシャ) 』を公開、女性活動弁士が「カチューシャの唄」を歌って大ヒットとなった。現代劇映画だったが、カチューシャ役は歌舞伎の女形役者である立花貞二郎が演じており、まだ映画女優は存在しなかった。
病弱だった立花貞二郎が死去すると、向島撮影所では大阪の舞台から東猛夫を招いて女役に当たらせるが、やがて「写実を本位とする映画劇に女形は不適当である」との声が高まり、舞台女優の中山歌子が「映画女優」として加入することとなる。
1922年12月30日、女形が出演する最後の作品『京屋襟店』が封切られた。これを契機にこの年暮に向島撮影所の女形を交えた新派役者10数人（13人とも）が、国活（国際活映）に移籍。日活はこれを機に向島から女形を一掃、新劇の舞台協会と提携して「ピカ一スタア」と呼ばれた岡田嘉子を時代劇女優に迎え、ほかに瀬川つる子ほか数人の女優に加え、溝口健二、阿部豊ら新進監督が腕を振るい始める。
1926年、尾上松之助が死去。以降、京都撮影所では山本嘉一、河部五郎、大河内傳次郎らが人気を博すが、サイレントからトーキーに移行する頃になると、独立プロを追われた阪東妻三郎、片岡千恵蔵、嵐寛寿郎らが参入。この時期には業績が下降し、経営権を巡る争奪戦が勃発。東宝・松竹両社が株式の相当数を抑え、かつ両社から一定数の重役を迎えるなど両属状態に陥った。
1942年、戦時統合により製作部門が切り離され、新興キネマ・大都映画とともに大映（大日本映画製作株式会社）に移管、映画製作から一旦撤退。業績の良かった配給部門だけが残った。

### 映画会社としての再生 - 映画黄金時代
1945年4月、大映から直営館29館を譲受して映画館が90館になる。同年11月には「日活株式会社」へ社名変更。
製作部門を持たない日活は、終戦直後は大映の映画、その後はアメリカ映画の興行を専門としていた。また、戦前の日活製作の映画を他社に配給委託することもあった。戦後復興期が終わると、人気に翳りが出てきていたアメリカ映画の興行は、5割を越える高いフィルム賃借料が足枷となり利益が出なかった。その上、1950年代初頭（1951年 - 1952年）には、外国映画の輸入権限がGHQから日本政府に移り、洋画配給がセントラル映画社 (CMPE) からメジャー各社の日本支社と日本の配給会社に移されると、メジャー各社の横暴が顕著になり、洋画大作は松竹や東宝系でロードショー公開、日活には小物や余り物映画といった扱いとなり、日活の業績は急速に悪化していった。活況である映画製作会社とは対照的に、映画の興行部門は製作・配給会社の直営館や大手興行会社の大都市封切館を除くと、映画館の新築ブームで競争相手が増加したため、経営状態は悪かった。1952年、経営不振の新東宝から日活への資本提携の打診は、製作部門を持たず製作再開を考慮中だった日活が、新東宝の製作・配給部門を手に入れる千載一遇のチャンスだったが、東宝の強硬な反対によって頓挫した。
また、赤字からかろうじて脱していた東映が、1953年にマキノ光雄の果断によって製作した『ひめゆりの塔』の空前の大ヒットにより急成長するのを、日活は横目で見ていた。映画製作再開論者の江守清樹郎常務が洋画興行の劣勢を挽回するために、慎重派の堀久作社長を説得した。同年7月8日、堀は日活の株主宛に「映画製作再開のお知らせ」を送付。同年9月1日、堀は記者会見で「月2本のカラー映画製作」という基本方針を発表。1954年6月29日、製作再開第1作『国定忠治』を公開するに至った。
撮影所の1期工事竣工（1954年3月）の前後から、山根啓司製作部長が中心となって、監督や映画スタッフの引き抜きを本格化させたが、既に前年1953年9月10日、引き抜き防止策である「五社協定」が5社長会議（松竹・東宝・大映・東映・新東宝）で調印されていた。井上雅雄によれば、「五社協定」は日活の製作再開の発表前に検討・作成されていたが、結果的に「日活による引き抜き防止策」としても機能することとなった。製作スタッフに比べて俳優の引き抜きは順調にはいかず、江守も「スター不在の日活」だったと認める状態が当分の間は続いた。製作再開後しばらくは新劇や新国劇の俳優に依存していたが、その状態から脱するため、新人発掘とニューフェイスの育成、他社の主役のみではなく脇役も勧誘、また本数契約のスターと日活も本数契約を交わしたり、移籍を依頼するなどした。劇団民藝とは提携関係にあった。
そうして、新人のニューフェイスなどを登用せざるを得なくなった結果、宍戸錠、名和宏、長門裕之らを起用した。やがて石原慎太郎原作の『太陽族』映画が当たると、石原裕次郎、小林旭、浅丘ルリ子、待田京介、赤木圭一郎、二谷英明、岡田真澄、川地民夫、和田浩治、葉山良二、中原早苗、笹森礼子、清水まゆみ、小高雄二、青山恭二、筑波久子らを起用した、若者向けの低予算アクション映画中心の会社に路線変更した。
杉良太郎、梶芽衣子、白木マリ、岡田可愛なども所属していたが、杉がNHKや民放製作のテレビ時代劇で活躍し始め注目されたため、自社でのテレビ時代劇のスターへ育てるべく、梶、白木、岡田と共に出演させることとした。日活はテレビ時代劇の製作経験がなかったため、株式会社東京十二チャンネルと組んで『大江戸捜査網〈アンタッチャブル〉』第1シリーズの製作を開始し、終了半年後にも『大江戸捜査網』として第2シリーズまでの製作を行った。
これらの興行収益が好調だった上、事業多角化を推進したことから業績は堅調となり、日活の看板スターとして、石原、小林、赤木、和田の男性陣による「日活ダイヤモンドライン」、中原、芦川、浅丘、笹森、清水、吉永小百合の女性陣による「日活パールライン」を前面に掲げた。

#### 日活による引き抜き、または自ら移籍した主な俳優・スタッフ
日活による引き抜き、または自ら進んで移籍した主な俳優・スタッフには、以下の人物がいる。
- 俳優
  - 津島恵子（1954年、フリー）
  - 松竹から
    - 阿南純子（1954年）
    - 北原三枝（1954年）
    - 三橋達也（1954年）
    - 三島耕（1954年）
    - 月丘夢路（1955年）

  - 大映から
    - 南田洋子（1955年）
    - 坂東好太郎（1955年）

  - 新東宝から
    - 左幸子（1955年）

  - 宝塚歌劇団から
    - 新珠三千代（1955年）

  - 東宝から
    - 三国連太郎（1955年）[17]
- スタッフ
  - 大映から
    - 古川卓巳（助監督、旧日活出身）
    - 牛原陽一（助監督）
    - 井田探（助監督）
    - 姫田真佐久（カメラ、旧日活出身）
    - 安藤庄平（カメラ）
    - 伊佐山三郎（カメラ、旧日活出身）
    - 木村威夫（美術、旧日活出身）
    - 米津次男（録音、旧日活出身）
    - 橋本文雄（録音）
    - 紅谷愃一（録音）
    - 辻井正則（編集、旧日活出身）
    - 秋山みよ（スクリプター）
    - 堀北昌子（スクリプター）

- スタッフ
  - 松竹から
    - 西河克己（助監督）
    - 中平康（助監督）
    - 斉藤武市（助監督）
    - 鈴木清太郎（鈴木清順）（助監督）
    - 野口博志（助監督）[注 1]
    - 蔵原惟繕（助監督）
    - 松尾昭典（助監督）
    - 川島雄三（助監督）
    - 今村昌平（助監督）

  - 新東宝から
    - 井上梅次（監督）
    - 横山実（カメラ、旧日活出身）

  - 独立系から
    - 児井英生（プロデューサー、児井プロ）
    - 星野和平（プロデューサー、東京プロ）
    - 水の江瀧子（プロデューサー）
    - 森永健次郎（監督、旧日活出身）

### 斜陽時代
しかし1960年代に入ると、本格的なテレビ時代の到来と、日本の映画産業全体の斜陽化のあおりを受けた上に、北原の引退、赤木の急逝、アクション映画のマンネリ化、企画不足、裕次郎・旭の二大スターの肥満等による人気低下、堀久作社長のワンマン体質からくる過剰な不動産投資、1967年には堀に反発した江守専務ら映画製作の中枢者を強引に退陣させるなど、放漫経営が災いして業績は急激に悪化していった。
その頃に、浜田光夫、高橋英樹、松原智恵子、和泉雅子といった、いわゆる「日活グリーンライン」と呼ばれる新人スターを生み出し、青春映画路線を打ち出して後のアイドル映画の礎を築いたが、退潮を食い止めることはできず、主要劇場・事業所を次々と売却してしまう。1965年入社の渡哲也を軸とするアクション路線の立て直し（裕次郎主演作のリメイクが多い）、1968年からの新人監督を多く起用した「日活ニューアクション」路線も、業績下降の歯止めとはならなかった。
日活黄金時代の立役者となったベテランスタッフも多くが退社・独立し、日活を離れた。1969年には撮影所を、1970年には日比谷の本社ビル（日活国際会館）をも明け渡した後、同じ不採算で同根の大映と配給部門を合体してダイニチ映配を設立する。しかし、この弱者連合はすぐに行き詰まり、翌1971年には堀社長が退陣し、息子の堀雅彦が社長に就任する。

### にっかつ時代

#### ロマンポルノ路線
1971年8月、『八月の濡れた砂』と『不良少女 魔子』を最後に、日活アクション映画（1968年以降は「日活ニューアクション」）は終焉。ダイニチ映配を解消して大映と袂を分かった後は、同年9月18日から日活系独自で『朝霧』（和泉雅子主演、撮影は1968年）を封切した。
その後、労働組合との協議により、採算面から低予算の成人映画（ポルノ映画）製作に踏み切ることを決め、同年11月から正式に「日活ロマンポルノ」と銘打った成人映画路線をスタートさせた（第1弾の作品は『色暦大奥秘話』、同時上映『団地妻 昼下りの情事』）。
成人映画への路線転換により、上述の日活映画スターたちと一部のスタッフは、事実上日活を離れてフリーになった。このときフリーになった映画プロデューサーらが設立したのがニュー・センチュリー・プロデュース (NCP) である。
なお成人映画への転換前に、石原裕次郎は石原プロモーションを立ち上げて日活とは決別しているが、石原プロ作品の配給は日活が行ったものもあった。また日活は路線転換後も、一般映画の製作を完全に中止したわけではなく、1974年には沢田研二主演の『炎の肖像』『黒い牝豹M』、日活児童映画『ともだち』なども製作している。
1975年に堀雅彦が社長を辞任し、副社長の村上覚が社長に就任する。これにより、戦前から会社経営を担ってきた堀親子が退陣した。

#### 流通卸センター (ROC) との提携
堀親子の退陣と同時期に、日活労働組合執行委員長の根本悌二が専務取締役に就任した。労組出身の根本の放言癖は映画業界でも異色で、自社で製作するロマンポルノを「退廃文化」と評し「ポルノは真の創造ではない。私はほとんど見ません」と述べた。また、当時の日活の従業員500人、契約者を含めると1,100人在籍に対して、年間総売上高は映画も含めて120億円しかなく大赤字であった。これに対し根本は「売上げを5割増にするか、人件費を5割減にするかしか食べていく道はない。私としては全員に辞めてもらい、こちらが必要な人員だけ再雇用したいくらいの気持ちです。合理化は急務です!」などと述べた。
1978年7月、東京証券取引所一部に上場していた日活株は、資本金50億円を上回る累積赤字を出し、債務超過に陥ったため、上場廃止の危機に直面した。根本はこれを受け、同年に当時宮尾すすむ出演のテレビCMで知られ、安売り紳士服チェーンとして一世を風靡していた「流通卸センター (ROC) 」と提携。増資→減資→増資の株操作を行い、半年間で130億円をかき集め、流通卸センターの系列会社や香港の投資会社「キャリアン・インベストメンツ」、落合莞爾の経営していた東京債権ファイナンスなどに対して第三者割当増資を行うことで債務超過を脱し、倒産寸前、上場廃止に直面していた難局を乗り切った。
根本はその余勢で、同年9月には調布の撮影所を買い戻し、それを機に「株式会社にっかつ」へ社名変更した（ただし「にっかつ」の新社名が実際にスクリーンに登場するのは翌年以降である）。
翌1979年には、根本悌二が社長に就任。同年には本社を六本木へ移した。
流通卸センターと組んだにっかつは、映画館で背広を売るという商法も展開したが、これは失敗に終わった。根本はにっかつを映画産業を祖とした総合レジャー企業へ脱皮すべく、その例えとして「映画部門は将来的には、トヨタ自動車に於ける豊田自動織機みたいな存在になるんじゃないの」などと述べていたが、にっかつの利益は現実にはロマンポルノに負うところが大だった。
また、1979年4月28日付の朝日新聞・読売新聞・毎日新聞のそれぞれ夕刊が、にっかつの新人女優・尾ノ瀬良子が大阪で児童福祉法違反容疑で逮捕されたことを報じ、三大新聞が初めてロマンポルノを大々的に取り上げ、にっかつの社名も大きく報道されて話題を呼んだ。この時点でのにっかつ専属女優は、宮下順子、山口美也子、八城夏子、永島暎子、泉じゅん、小川亜佐美の6人で、うち、永島と泉はポルノを拒否していた。看板女優の宮下でも、映画一本の出演料は約50万円、準主役だと約15万円で、当時の同世代のOLの給料よりやや高い程度と、破格の安さであった。
にっかつの一部再上場時の株価は450円だったが、1980年には130円 - 140円に低迷したままで、必ずしも経営状態は好転とはいえなかったが、1980年1月期に五分、一株当たり2円50銭とはいえ、18年ぶりに復配した。また従業員の慢性的な給料遅配もようやく解消された。

#### ロマンポルノの終焉
しかし1980年代後半にはアダルトビデオの隆盛に押され、ロマンポルノ上映館に足を運ぶ人は右肩下がりとなったことから、にっかつはロマンポルノ路線に見切りをつけ、1988年7月1日、それまでのロマンポルノ上映館を「ロッポニカ」に改名し、配給会社のにっかつ映画配給株式会社を「株式会社シネ・ロッポニカ」に社名変更した上で「ロッポニカ」レーベルで一般向け映画の製作・配給を再開した。「ロッポニカ」の名称は当時の本社が六本木にあったことに由来する。
1989年には、ケーブルテレビ (CATV) 向けのコンテンツ供給会社としてにっかつ映像コミュニケーションズを設立した。
「ロッポニカ」の終了後、にっかつが経営していた成人映画専門上映館（以下、成人館）は新日本映像作品を上映していたが、ロッポニカ金沢、シネロマン博多、ロッポニカ旭川、シネロマン千葉、シネロマン名古屋、ロッポニカ帯広、ロッポニカ秋田、ロッポニカ下関、ロッポニカ佐賀などを閉館して徐々に撤退、整理の方向に進んでいった。2008年4月、シネロマン池袋、ロッポニカ高松の2館の営業を譲渡し、ロマンポルノ製作開始以来所有していた成人館は全て他社に譲渡もしくは閉館となった。現在、旧日活直営館で「ロッポニカ」の名が残る成人館は、ロッポニカ四日市とロッポニカ高松のみである。

### ナムコ・インデックス傘下時代
1992年、創立80周年を記念して製作した超大作『落陽』が記録的な不入りとなり、翌1993年、会社更生法の適用を申請し事実上倒産。大手ゲーム会社のナムコ（後のバンダイナムコエンターテインメント）会長兼社長の中村雅哉が経営支援に乗り出した。更生計画認可後の1997年、社名を元の日活株式会社へ戻した。
2005年4月21日、ナムコが日活株式のUSENへの譲渡を検討していることを発表するが、USENの企業体質に対して日活労働組合が難色を示し、USENは買収を断念した。
同年9月7日にインデックス・ホールディングス（以下インデックス）がナムコ保有の日活株式の取得を発表、インデックスが労働条件の維持を表明したことで日活労働組合も同意し、同年9月中に日活はインデックスグループの子会社となった。同年11月1日をもってインデックス会長の落合正美が日活会長に、ナムコの中村雅哉は非常勤の名誉顧問になった（中村は2008年10月に名誉顧問を退任）。社長には、徳間グループ傘下だった頃の大映のプロデューサーから、譲渡合併後の角川大映映画（旧：角川映画、後の角川書店（映像事業））に転じ、大映労組の副委員長から製作担当の取締役となっていた佐藤直樹が名乗りを挙げた。
2009年1月23日、インデックス・ホールディングスは保有株式の34.00%を、日本テレビに譲渡した。これにより、日活はインデックスの子会社から持分法適用会社になった。その後、インデックスはアミューズメントメディア総合学院に保有株式を譲渡、さらにはスカパーJSATにも譲渡するなどして、保有していたすべての株式を譲渡した。

### 日テレ資本参加 - 現在
その後は、日本テレビが筆頭株主、スカパーJSATが27%を保有する第2位の株主となっており、日テレとスカパーJSATホールディングスの持分法適用関連会社となっている。
タカラトミーがメインスポンサーとなり、2009年4月から放送開始したテレビ番組『レスキューファイアー』では、『電撃!! ストラダ5』以来、35年ぶりにテレビ特撮ドラマの映像制作を手がけた 。
東映が配給していた宗教法人幸福の科学の出版部門である幸福の科学出版が製作した映画作品の配給が、2012年より日活の配給に変更され、同年公開の『ファイナル・ジャッジメント』から配給を開始した。幸福の科学の映画は、幸福の科学出版の他に ニュースター・プロダクション（2016年から）や ARI Production（2018年から）でも製作しており、これらも日活の配給である（東京テアトルも配給協力として映画配給・上映に関与している）。なお、日活で配給された幸福の科学出版製作映画は、2021年末時点で11作品に上る。
2014年7月、日活と東宝東和が「ゴールデン・アジアレーベル」を設立。第1弾はチャウ・シンチー監督の『西遊記〜はじまりのはじまり〜』が同年11月21日に公開された。
2021年4月、映像事業部門内にアニメ事業部を設立しアニメ事業に参入。事業部長には執行役員で版権営業部門も担当する林宏之氏が就任した。

## 年譜

### 大正年間
- 1912年
  - 「未成熟な映画産業の活性化」を標榜した国家当局の通達により、梅屋庄吉のエム・パテー商會、横田永之助の横田商會、福寶堂、吉澤商店の4社が統合し、「日本活動フィルム株式會社」が発足（初代社長は後藤猛太郎）。撮影所は旧吉澤商店の目黒行人坂撮影所（東京）と旧横田商會の法華堂撮影所(京都)を作品製作の拠点とする。
  - 9月 - 「日本活動冩眞株式會社」（日活）へ社名変更。
- 1913年
  - 東京府南葛飾郡隅田村（後の墨田区堤通二丁目、墨田区立堤小学校跡地）に向島撮影所が開所。目黒撮影所は閉鎖。
  - 内紛があり、結果的に横田商会系列が会社内の実権を掌握、横田永之助が社長に就任。
- 1914年4月15日 - 初の線画喜劇『凸坊新画帳』を浅草帝国館にて公開。
- 1916年 - 関根達発退社。
- 1917年 - 2万円を投じてチャップリン映画の日本国内の興行権を獲得[28]。山本嘉一入社。
- 1918年
  - 京都府京都市北区大将軍一条町に大将軍撮影所が開所。関西撮影所は閉鎖。
  - 女形スター・立花貞二郎退社。
- 1919年 - 牧野省三独立。
- 1920年 - 牧野省三が立ち上げたミカド商会が合併、牧野復帰。大将軍撮影所は二部制となる。溝口健二、酒井米子入社。
- 1921年
  - 設立からの看板監督・牧野省三退社
  - 大将軍撮影所二部制廃止。
- 1922年 - 岡田嘉子入社。藤野秀夫、衣笠貞之助、藤川三之助、東猛夫、荒木忍、島田嘉七ら13人の幹部俳優が集団退社。
- 1923年
  - 澤村春子入社。
  - 関東大震災により向島撮影所が機能停止となり閉鎖。大将軍撮影所に現代劇部を設け向島のスタッフ・俳優はそこの所属になり、従来の京都のスタッフ・俳優は旧劇部の所属となる。
- 1924年
  - 永田雅一（後の大映社長)、大将軍撮影所に庶務課見習として入社。
  - 高木永二、鈴木傳明入社。
- 1925年
  - 岡田時彦、島耕二、小杉勇、河部五郎入社。
- 1926年
  - 大河内傳次郎、伊藤大輔、市川春代が入社。
  - 設立時からの看板俳優であった国民的スター・尾上松之助が心臓病のため死去。享年52。社葬が執り行われる。

### 昭和戦前
- 1927年
  - 岡田嘉子退社。入江たか子、鳥羽陽之助入社。
  - 京都太秦撮影所が開所。
- 1928年 - 大将軍撮影所閉鎖。
- 1929年
  - 岡田時彦退社。
  - 初の部分トーキー作品『大尉の娘』『藤原義江のふるさと』を製作・公開。
- 1929年5月21日 - 片岡千恵蔵プロダクションと業務提携
- 1930年 - 山田五十鈴入社。
- 1931年 - 花井蘭子入社。
- 1932年
  - 太秦撮影所の従業員1,400人の内200人を解雇し、残る者も1割減俸という「日活大旋風」が起こる。「馘首減俸絶対反対期成同盟」が結成され、永田雅一が委員長に納まる。結局、150人が解雇されるが減俸は逃れて幕を閉じる。騒動の渦中で横田社長が辞任、専務の中谷貞頼が社長に就任。
  - 中田弘二入社。
  - 酒井米子再退社。
- 1933年 - 専属俳優勢による日活アクターズバンドが結成。映画の主題歌を歌ったりジャズイベントを開くなどの活動を行った。(メンバー：星ひかる、山本礼三郎、島耕二、中田弘二、杉狂児)
- 1934年
  - 東京調布の多摩川撮影所（後の角川大映撮影所）が完成し、現代劇部を東京に再移転。浅草公園六区の根岸興行部の残党である根岸寛一（映画監督根岸吉太郎の大叔父にあたる）が多摩川撮影所の所長に就任。
  - 永田雅一、山田五十鈴退社。
  - 東京有楽町の日本劇場（日劇）を直営するが失敗し撤退。この件で大株主の福田英助（都新聞社主）が経営陣に突きつけた経営責任を巡り社内は紛糾し、中谷社長が辞任。
  - 尾上菊太郎入社。
- 1935年
  - 松方乙彦が社長に就任。同時に山王ホテル社長の堀久作を常務に就任させ、経営再建に乗り出す。堀は莫大な社債を前に東宝の小林一三を頼みとし、業務提携へ動く。同時に東宝の小林や千葉合同銀行（現・千葉銀行）の古荘四郎彦、山種証券（現・SMBCフレンド証券）の山崎種二の協力を得て、日活株式の買い集めを始める[29][30]。
  - 黒川弥太郎、原節子入社。
- 1936年
  - 日活と東宝の業務提携締結直後に、堀久作は商法違反（蛸配当）の容疑で逮捕され、一年間拘留。
    - この件で堀が推し進めていた東宝との提携は無効となる。大株主の福田一派の告発によるものだが、松竹の大谷竹次郎はこれに乗じて、堀の資金源だった千葉合同銀行より日活債権の買取へ動く。
    - 堀の逮捕後ほどなく、松竹が日活分裂のために元日活京都撮影所長の永田雅一に出資していたダミー会社の第一映画社が解散。永田は同じく松竹系の新興キネマ京都撮影所所長に就任。
    - 経営陣はこうした松竹、東宝の動きに対し、中立的な立場から大阪の興行主・森田佐吉を社長に、東京の興行主・大蔵貢を常務に据えた。しかし大蔵が松竹と通じていたため利益相反行為で問題となる。
- 1937年 - 大河内傳次郎、鳥羽陽之助、黒川弥太郎、花井蘭子、原節子らが退社。阪東妻三郎、片岡千恵蔵、月形龍之介が入社。
- 1938年
  - 債権者と和議が成立。これにより東宝・松竹両社による日活株式争奪戦に発展。
  - 根岸寛一は職を辞し、マキノ満男と満映へ移籍。根岸・マキノは、戦後に東宝、松竹、大映と対抗する第四系統の東映に満映から人材を送り込むことになる。
  - 嵐寛寿郎入社。
- 1939年
  - 東宝・松竹両社の関連会社となる。
  - 山本嘉一他界。享年62。
- 1940年 - 月形龍之介退社。
- 1941年 - 河部五郎再退社。
- 1942年 - 製作部門一切を大日本映画製作株式会社（大映）へ現物出資、日活は興行専業の会社となる。

### 1940年代
- 1945年 - 社名を日活株式会社に変更。
- 1946年 - 映画興行を再開、大映系列劇場となる。
- 1947年
  - 東宝・松竹両社が所有していた日活株式が経営陣に譲渡され、両属状態から解放。独立会社となる。一方、逆に大映株式については大映経営陣他へ譲渡を余儀なくされる。
  - 堀久作が正式に社長に就任。劇場経営を邦画（大映系）から洋画系に転じる。
- 1949年 -  東京・港区芝に「日活スポーツセンター」を開設、アイススケート場を運営。経営多角化を推進。

### 1950年代
- 1950年1月30日 - 日活国際会館の地鎮祭が執り行われる。
- 1951年 - 静岡県中伊豆地区の天城湯ヶ島に「天城日活ホテル」（現在は独立）を建設。ホテル業に進出。
- 1952年
  - 新東宝の社長佐生正三郎の要請を受け、経営難に陥っていた同社の株式を購入。同社の救済合併を画策し、映画製作復活を目指した。しかし東宝の横槍が入って失敗に終わり、日活は自力で映画製作再開を目指すこととなる。
  - 東京日比谷交差点角に日活国際会館を建設、ビル内に「日活国際ホテル」を開業するとともに、本社を同会館内に移転し賃貸ビル業を開始した（このビルは1970年に三菱地所に売却され日比谷パークビルとなるも、2003年に解体され、跡地は2007年よりザ・ペニンシュラ東京となっている）。
  - 『日活四十年史』発行。
- 1954年 - 五社協定の圧力に屈せずに、各社のスター、スタッフを大量に引き抜き、そして東京・調布市に日活撮影所を建設し、映画製作を再開。6月29日に『国定忠治』、『かくて夢あり』が封切られる。神奈川県片瀬海岸に江の島水族館を開館。 福岡県福岡市中洲に「博多日活ホテル」を開館。
- 1956年 - 石原裕次郎入社。
- 1957年 - 六社協定締結。既存大手5社（東宝・松竹・大映・東映・新東宝）との対立関係に終止符を打つ。映画製作再開時の資金未回収を含む業績不振で無配に転落。「江ノ島マリンランド」開場。10月から12月にかけて、賃金遅配。日本テレビに対する映画貸出を中止。
- 1958年 - 日本教育テレビ（後のテレビ朝日）へ東映・新東宝と共に出資。
- 1959年 - 石原裕次郎の活躍や「南国土佐を後にして」のヒットもあり、復配に成功。映画興行も好調で、配収が東映に次ぐ業界2位に躍進（1964年まで）。

### 1960年代
- 1960年
  - 吉永小百合入社。
  - 4月5日 - 株式会社天城カントリー倶楽部創立。
- 1961年
  - 2月14日 - 赤木圭一郎が日活撮影所内で乗り回していたゴーカートで事故を起こし重傷を負う。21日死去。
  - 11月3日 - 「天城日活カントリー倶楽部」を開設。18ホールのゴルフ場とホテルでオープンし、ゴルフ場事業に進出。
- 1962年
  - 映画興行部門は堅調ながら、不動産部門の多額の赤字損失計上により無配に再転落。
  - 『日活五十年史』発行。
  - 専属若手俳優勢による日活ヤング・アンド・フレッシュが結成。映画の主題歌を歌うなどの活動を行った。(メンバー：山内賢、杉山俊夫、杉山元はエレキギター担当、和田浩治がドラム、木下雅弘がベース担当)
- 1963年
  - 千本日活館を田中不動産に3,990万円で売却、名古屋日活劇場を竹中工務店に7億5,000万円で売却。
  - 天城カントリー倶楽部に9ホールの里見コースが開設され、27ホールとなる。
- 1964年
  - 基幹劇場だった丸の内日活劇場を14億2千万円で三菱地所に売却（後の新有楽町ビルヂング北東角）。
  - 日活ホテルの総料理長である馬場久が、東京オリンピック男子選手村の料理長に就任（なお、女子選手村の料理長は帝国ホテルの村上信夫であった）。
- 1965年
  - 配収大幅減で東宝、東映に次ぐ業界3位に転落。
  - 映画『黒い雪』（監督武智鉄二）が摘発され裁判となる。製作再開時からの山崎辰夫撮影所長を更迭、後任は山根啓司製作部長が就任。
  - 堀久作の実子・堀雅彦が入社。
  - 希望退職を募集し、150名が応募。
- 1967年 - 製作再開以来の映画担当重役だった、江守清樹郎専務、山根啓司撮影所長、石神清宣伝部長らが総退陣。後任は堀雅彦副社長が映画担当に、配給部長だった村上覚が撮影所長に就任。この騒動で現場も混乱。業績も急激に悪化の一途を辿る。両国日活映画劇場を勧銀土地建物株式会社に1億4,700万円で売却。前年同様に東映、東宝、大映に次ぐ、業界4位。
- 1968年
  - 映画『殺しの烙印』の作品内容を理由に、監督した鈴木清順を解雇。
  - 千葉県市原市にボウリング場開場。
  - 郡山日活劇場を1億600万円で個人に、神田日活館を1億6000万でタキイ種苗に売却。
- 1969年
  - 博多日活ホテルを4億6,985万円で城山観光に、日活撮影所を15億5,600万円で電気通信共済会に、立川日活劇場を2億6,000万で安田生命に、芝日活アパートを5億7,200万で秀和レジデンスに、藤沢日活劇場を1億7,600万円で美矢川商事にそれぞれ売却。
  - 業績不振で深刻な局面に突入。松竹にも抜かれ、業界最下位に転落。
  - 9月 - 浦山桐郎監督作品『私が棄てた女』公開。

### 1970年代
- 1970年
  - 大映と配給網を統合し、ダイニチ映配を設立（社長は大映の松山英夫専務、副社長は日活の壷田十三常務が就任）。
  - 8月15日 - 『戦争と人間 第一部』松竹洋画系にて公開。
  - 日活国際会館を70億円で三菱地所に、池袋日活劇場を5億5,000万円で竹中工務店に、鶴見日活劇場を6,000万で個人に、それぞれ売却。
  - テレビ時代劇『大江戸捜査網〈アンタッチャブル〉』第1シリーズを東京十二チャンネルと組んで、自社所属俳優（杉良太郎、梶芽衣子、岡田可愛、白木マリ）および瑳川哲朗、中村竹弥の出演製作開始。
- 1971年
  - 春闘では会社側が大幅に譲歩して要求以上の5ケタのベースアップ回答も、日活労組側は「それでは会社が危うい。職場が無くなっては元も子もない」とそれに反対するという逆転現象が起こる。
  - 5月 - ダイニチ映配の松山社長が病気を理由に辞任、壺田副社長が社長に就任。
  - 6月2日 - 堀久作が社長を辞任（その後、秋の株主総会で会長就任予定だったが、そのまま引退。壺田専務は取締役常務を解任、ダイニチ社長に専念させられ大映と運命を共にする）、後任社長は実子の堀雅彦が就任する。
  - 6月 - 『戦争と人間 第二部』をダイニチを通さずに日活独自で配給し、松竹洋画系で公開すると大ヒット。すると堀雅彦新社長は、ブロックブッキングを捨て、フリーブッキングの大作主義を行うと発表。
  - 7月 - 日活が映画製作を中断し、再建委員会と機構改革委員会を設置、労使の歩み寄りで協議を始める。ここに日活労組の経営参入が実現する。
  - 8月 - 同月末公開の『不良少女 魔子』同時上映『八月の濡れた砂』を最後にダイニチ映配を離脱する。
  - その間、大作主義の一環として、五木寛之原作の『青春の門』映画化を企画するが、紆余曲折の末に東宝が企画を買い取る。また今村昌平監督作品として『ええじゃないか』を企画するも製作されることはなく、大作主義は掛け声のみで終わる。
  - 晩夏に至っての労使の機構改革委員会は「一般映画を廃し、低予算の小型映画（＝成人映画）の製作に特化、転向する、それが日活が生き残る最後の方策だ」との結論に達する。そして10月半ばより撮影開始、11月下旬より公開された作品群が「日活ロマンポルノ」の名称でスタートする。その過程で306名の希望退職を募集。
- 1972年
  - 『大江戸捜査網』第2シリーズを第1シリーズと同じ俳優で製作開始[注 2]。
  - 『愛のぬくもり』、『恋の狩人・ラブハンター』、『OL日記・牝猫の匂い』、『女高生芸者』の成人映画4作品が警視庁に｢猥褻動画作品｣として摘発され、翌年、日活ロマンポルノ裁判に発展。「日活児童映画」スタート。第一作は「大地の冬のなかまたち」。
- 1973年 - 3月に『大江戸捜査網』 第2シリーズが製作終了をした。ポルノ以外への出演俳優は、全て転属して行く。次作は9月にスタートをする『大江戸捜査網』第3シリーズの製作が他社の三船プロで開始されるが、「原案 日活株式会社」との表示が暫く続く。「戦争と人間 第三部」公開。仙台日活劇場をジャスコへ、布施日活劇場を東映へ、梅田日活劇場を日本信販へそれぞれ売却。
- 1974年 - 日活児童映画第二作「ともだち」完成（松田優作も出演）。11月14日、堀久作死去。享年74。
- 1975年 - 日活芸術学院開校。10月、本社を撮影所に移す。児童映画第三作「アフリカの鳥」完成。
  - 堀雅彦社長、ボウリング事業の拡大策が裏目に出た経営責任を取って辞任。堀一族は退陣し、江の島水族館を分離する。後任社長は村上覚。
- 1976年1月 - 「新・どぶ川学級」読売ホールにて特別ロードショー公開。6日間で延べ2万人が来場。

8月「嗚呼!!花の応援団」大ヒット。児童映画第四作「四年三組のはた」完成。
- 1977年
  - 黒澤満撮影所長らプロデューサー一派が岡田茂に引き抜かれ、東映へと移籍（後にセントラル・アーツを設立）。
  - 日活撮影所を電気通信共済会から買い戻す和解が成立。
  - 児童映画第5作「先生のつうしんぼ」完成。
- 1978年
  - 債務超過による東証一部上場廃止を回避すべく増減資を行う一方、株式会社流通卸センター (ROC) との提携話等で一連の株価操作を行い問題となる。
  - 株式会社にっかつと改称。
  - 株式会社日活撮影所、株式会社日活美術、株式会社日活芸能、株式会社日活ビデオフィルムズ、株式会社日活スタジオセンター、日活児童映画株式会社、日活興業株式会社の7社を分社。
  - 6月23日 - 日活ロマンポルノ裁判の被告9名全員が東京地裁で無罪判決。検察側は判決を不服として東京高裁に控訴趣意書を提出（7月4日）。
- 1979年
  - 日活労組委員長だった根本悌二が社長に就任。
  - 4月 - 本社を、撮影所から港区赤坂九丁目6番24号の「東京スタジオセンタービル」跡地に新しく建てた「日活スタジオセンタービル」へ移転。1990年10月まで本社として使用。

### 1980年代
- 1980年 - 18年ぶりに復配。ロマンポルノ裁判、無罪が確定。
- 1981年 - 『日本フィル物語 炎の第五楽章』公開。
- 1982年9月1日 - にっかつ創立70周年記念パーティがホテルニューオータニで催される。
- 1988年
  - 5月28日 - 堀雅彦、葛飾区金町のアパートで死後数日経過しているところを発見される。享年56。
  - 「にっかつロマンポルノ」終了。最終作の『ラブゲームは終わらない』で金沢克次、『ベッドパートナー』で後藤大輔の2名が監督デビューを果たす。7月 一般映画製作を「ロッポニカ」ブランドで再開し、『噛む女』『メロドラマ』の二本立てが上映されるが、不入りが続いたことで『首都高速トライアル』『リボルバー』をもって打ち切りが決定される。
- 1989年
  - 2月 - 東北新社のCMを撮影中の日活撮影所第5ステージで火災が発生し、フリースタッフ1名死亡。「ロッポニカ」終了。若松正雄副社長が社長昇格。根本は会長に就任。
  - 8月、ロマンポルノのプロデューサー有志が独立し、別資本の会社新日本映像を設立。「エクセスフィルム」のレーベル名でピンク映画を作り始める。

### 1990年代
- 1990年
  - 2月20日 - 「チャンネルNECO」「レインボーチャンネル」放送開始。
  - 10月、日活本社は文京区本郷三丁目28番12号の元プリント倉庫跡に移転。にっかつビデオ、にっかつ児童映画、にっかつ映像コミュニケーションズも同時に本郷に移転。
- 1992年
  - にっかつ80周年記念超大作『落陽』制作。監督を原作者に任せ、宣伝プロデューサーに水野晴郎を迎え、30億といわれる巨額の制作費にかかわらず記録的な不入りで、にっかつ倒産の引き金を引いたと言われる。
  - 9月8日 - 創立80周年記念パーティがホテルニューオータニで催される。財津和夫作詞作曲の80周年記念歌が披露され、司会は草野仁が務めた。
- 1993年
  - 7月1日 - 株式会社にっかつのほか、100％子会社の株式会社にっかつ撮影所、にっかつビデオ株式会社、にっかつ中央興業株式会社、にっかつ芸能株式会社、株式会社函館にっかつゴルフクラブ、株式会社にっかつ映像コミュニケーションズの七社が東京地方裁判所民事第八部に会社更生法の適用を申請し倒産。
  - 7月6日 - 保全管理命令が下り、保全管理人に三宅省三弁護士が選任される。
  - 9月30日 - 更生手続開始決定がなされ、三宅省三弁護士が法律家管財人、ナムコの中村雅哉会長兼社長が事業管財人となり、再建活動に入る。
  - 後ににっかつ児童映画は破産申立を行い清算する。函館ケーブルテレビ放送株式会社（現・ニューメディア函館センター）の経営から撤退する。三宮にっかつ閉館。
- 1995年 - 「ロッポニカ」の一本として製作後、オリジナルビデオシリーズとして好評を博していた「首都高速トライアル」シリーズが、撮影時に制限速度を超過したという道路交通法違反の嫌疑のため、本社と撮影所が警視庁の家宅捜索を受ける。ムービーランド建設予定地として購入していた千葉県市原市の土地を売却。阪神・淡路大震災で被災した神戸国際にっかつ劇場を閉館。
- 1996年 - 更生計画認可。倒産当時145億2537万7950円あった資本金を100％減資し、新資本金30億円とし、事業管財人の中村雅哉が社長に就任。名実共にナムコグループ入りする。社名を日活株式会社に戻す。本店所在地を港区赤坂9丁目6番24号から文京区本郷3丁目28番12号に移転。
- 1997年
  - 3月15日 - 日活公式ウェブサイトを開設。
  - 6月 - 社章を変更（ナムコカラーの臙脂色をバックにNマークを筆で描いたようにデザインし、社名をやや幅広の明朝体表記としたもの）。
  - 10月 - 日活復活第一作『愛する』が封切られる。[要出典]
- 1998年8月1日 - シネロマン博多が「シネ・リーブル博多」へ館名変更。
- 1999年5月1日 - シネ・リーブル博多駅がオープン。

### 2000年代
- 2000年
  - 2月28日 - 従業員持株会を発足、キャッチフレーズは「第二のヤフー株を目指して」であった。
  - 4月29日 - シネ・リーブル池袋オープン。
  - 12月 - シネ・リーブル梅田オープン。
- 2001年
  - 2月 -「日活ロマンポルノ館」オープン。
  - 7月 - 東京地裁にて更生手続終結決定。
  - 9月15日 - シネ・リーブル神戸オープン。
- 2002年1月30日 - 横浜市中区伊勢佐木町の横浜オスカー・横浜オスカー2が閉館。
- 2003年8月 - 大宮東映オスカー閉館。
- 2005年 - 佐藤直樹が社長に就任。早期退職優遇制度（希望退職）を実施。また、赤坂九丁目6番24号のロッポニカビルが、株式会社マルから株式会社ヤング・コミュニケーションに売却される。
  - 8月6日 - シネリーブル千葉ニュータウン開場
  - ナムコ保有の日活株式が一部を除き売却され、インデックスグループに入る。その後、スカイパーフェクト・コミュニケーションズ（後のスカパーJSAT）が発行済株式の15%をインデックスから取得。
- 2006年10月 - 社章を現行デザインのものに変更。
- 2007年2月 - 同じインデックスグループにあった映画配給会社メディア・スーツを日活の子会社化後吸収合併。10月 フェイスとアミューズソフトエンタテインメントが設立した映画製作会社「デスペラード」との共同出資により「株式会社ジャンゴフィルム」を設立。
- 2008年12月 - 東京テアトル株式会社との間で映像事業における業務提携について合意に達し、翌年4月から3年の間、全映画館の経営を委託することが決定される。
- 2009年
  - 3月 - 『ヤッターマン』を製作し、松竹と共同配給。30億円を超えるヒットを記録するも、2009年7月期決算では12億を超える赤字を計上する。
  - 4月 - ジャンゴフィルムのパートナーであるデスペラード社が、同じフェイスグループの「ギガネットワークス」と合併してフェイス・ワンダワークスとなり、映画製作から撤退したことにより、ジャンゴフィルムが日活の100%子会社となる。
  - 4月 インデックスの所有していた株式が日本テレビ放送網などへ売却されたことで、日テレの関連会社となる。
  - 12月 - 美術子会社の「アートインプレッション」、撮影所管理業務の「日活スタジオサービス」設立。

### 2010年代
- 2010年  - 日本映画初の「海外公開専用」レーベル「SUSHI TYPHOON」を立ち上げ、第1弾作品「エイリアンVSニンジャ」を公開。
- 2011年
  - 3月11日 - 東日本大震災でシネリーブル千葉ニュータウンが被災、第6・第7シアターの天井が崩落して営業休止（その後、千葉興行株式会社に経営委託され「シネマックス千葉ニュータウン」と改称し再開業）。
  - 5月13日 - シネ・リーブル博多駅が閉館。
  - 9月 - アートインプレッション解散。美術業務は日活スタジオサービスに引き継がれる。
- 2012年 - 会社創立100周年を迎える。
  - 9月10日 - 創立100周年を記念して日活に所縁のある俳優、監督らの手型モニュメントが制作され、除幕式を行う。
  - 11月1日 - シネマックス千葉ニュータウンが千葉興行へ正式に営業譲渡される。
- 2013年7月1日 - シネ・リーブル神戸が東京テアトルに譲渡される。
- 2014年 - 日本テレビ100％子会社の日テレアートが、撮影所の美術部門を担当。
- 2016年1月26日 - ゲームレーベル「SUSHI TYPHOON GAMES」を立ち上げ、ゲーム事業に参入することを発表[31]。
- 2019年5月 - 他社の参加も可能とした、撮影・ポスプロスタジオの予約サイト「match85（マッチバコ）」を運用開始。

### 2020年代
- 2020年10月 - XR技術を使ったバーチャルプロダクション事業のため、日活・デジタル・フロンティア・AOI TYO Holdingsの共同出資で「バーチャル・ライン・スタジオ株式会社」を設立。

## 作品

### アニメ
| 年     | タイトル                                                             | アニメーション制作              |
| ------ | -------------------------------------------------------------------- | ------------------------------- |
| 2020年 | 乙女ゲームの破滅フラグしかない悪役令嬢に転生してしまった…            | SILVER LINK.                    |
| 2020年 | アルテ                                                               | Seven Arcs                      |
| 2020年 | 神達に拾われた男                                                     | MAHO FILM                       |
| 2021年 | WAVE!!〜サーフィンやっぺ!!〜                                         | 旭プロダクション                |
| 2021年 | 乙女ゲームの破滅フラグしかない悪役令嬢に転生してしまった…X           | SILVER LINK.                    |
| 2021年 | カノジョも彼女                                                       | 手塚プロダクション              |
| 2021年 | TSUKIPRO THE ANIMATION2                                              | ピー・アール・エー              |
| 2021年 | MUTEKING THE Dancing HERO                                            | タツノコプロ 手塚プロダクション |
| 2022年 | 転生したら剣でした                                                   | C2C                             |
| 2022年 | 勇者パーティーを追放されたビーストテイマー、最強種の猫耳少女と出会う | EMTスクエアード                 |
| 2023年 | 神達に拾われた男2                                                    | MAHO FILM                       |
| 2023年 | 江戸前エルフ                                                         | C2C                             |
| 2023年 | 異世界ワンターンキル姉さん 〜姉同伴の異世界生活はじめました〜        | 月虹                            |
| 2023年 | AIの遺電子                                                           | マッドハウス                    |
| 2023年 | でこぼこ魔女の親子事情                                               | A-Real                          |
| 2023年 | カノジョも彼女 Season2                                               | SynergySP                       |
| 2023年 | はめつのおうこく                                                     | 横浜アニメーションラボ          |
| 2023年 | ミギとダリ                                                           | GEEKTOYS CompTown               |
| 2024年 | 異世界でもふもふなでなでするためにがんばってます。                   | EMTスクエアード                 |
| 2024年 | 休日のわるものさん                                                   | シンエイ動画 SynergySP          |
| 2024年 | ワンルーム、日当たり普通、天使つき。                                 | オクルトノボル                  |
| 2024年 | ただいま、おかえり                                                   | スタジオディーン                |
| 2024年 | ダンジョンの中のひと                                                 | OLM                             |
| 2024年 | 僕の妻は感情がない                                                   | 手塚プロダクション              |
| 2025年 | 妃教育から逃げたい私                                                 | EMTスクエアード                 |
| 2025年 | 誰ソ彼ホテル                                                         | ピー・アール・エー              |
| 2025年 | 悪役令嬢転生おじさん                                                 | 亜細亜堂                        |
| 2025年 | 片田舎のおっさん、剣聖になる                                         | パッショーネ ハヤブサフィルム   |
| 2025年 | ずたぼろ令嬢は姉の元婚約者に溺愛される                               | ランドック・スタジオ            |
| 2025年 | 白豚貴族ですが前世の記憶が生えたのでひよこな弟育てます               | スタジオコメット                |
| 2025年 | 友達の妹が俺にだけウザい                                             | BLADE                           |

## 歴代社長
- 後藤猛太郎伯爵
- 桂二郎
- 飯田一馬
- 藤田謙一
- 横田永之助
- 中谷貞頼
- 松方乙彦
- 森田佐吉
- 真鍋八千代、小野田静（職務代行）
- 吉岡重三郎（1941年10月30日〜1945年12月）
- 堀久作（1945年12月〜1971年6月）
- 堀雅彦（1971年6月1日〜1975年4月）
- 村上覚（1975年3月31日〜1979年4月）
- 根本悌二（1979年4月〜1989年4月）
- 若松正雄（1989年4月〜1993年7月）
- 中村雅哉
- 市川濤雄
- 佐藤直樹

## 主要プロデューサー

### 戦後
| - 児井英生 | - 坂上静翁 - 仲川哲朗 | - 水の江滝子 - 岩井金男 | - 大塚和 - 高木雅行 |

## 主要監督

### 戦前
| - 村田実 - 内田吐夢 - 池田富保 - 溝口健二 | - マキノ正博（マキノ雅弘） - 山中貞雄 - 田坂具隆 | - 辻吉郎 - 渡辺邦男 - 川崎浩一 - 荒井良平 | - 稲垣浩 - 三枝源次郎 - 吉村廉 |

### 戦後
| - 田坂具隆 - 野口博志 - 川島雄三 - 井上梅次 - 西河克己 | - 斎藤武市 - 中平康 - 鈴木清順 - 森永健次郎 - 牛原陽一 - 山崎徳次郎 | - 舛田利雄 - 蔵原惟繕 - 松尾昭典 - 今村昌平 - 浦山桐郎 - 井田探 | - 野村孝 - 江崎実生 - 長谷部安春 - 小澤啓一 - 澤田幸弘 - 熊井啓 |

## 主要脚本家

### 戦前
| - 村田実 | - 比佐芳武 | - 小国英雄 | - 永見隆二 |  |

### 戦後
| - 甲斐久尊 - 井上梅次 - 石原慎太郎 - 井手俊郎（主に三木克巳名義を使用） - 松浦健郎 | - 山崎巌 - 池田一朗（後の歴史小説家隆慶一郎） - 池上金男（後の歴史小説家池宮彰一郎） - 中西隆三 - 山田信夫 - 小川英 |

## 主要音楽家

### 戦前
| - 西梧郎 | - 白木義信 | - 高橋半 | - 中川栄三 |

### 戦後
| - 鏑木創 - 山本直純 | - 大森盛太郎 - 小杉太一郎 | - 黛敏郎 - 伊部晴美 | - 斉藤高順 |

## 主要カメラマン

### 戦前
| - 内田静一 - 高坂利光 | - 唐沢弘光 - 伊佐山三郎 | - 永塚一栄 - 松沢又男 | - 気賀靖五 |

### 戦後
| - 峰重義 - 伊佐山三郎 | - 高村倉太郎 - 横山実 | - 永塚一栄 - 岩佐一泉 | - 姫田真佐久 - 萩原憲治 |

## 主要男優

### 戦前
| - 尾上松之助 - 山本嘉一 - 南光明 - 高木永二 - 中野英治 - 東坊城恭長 - 五味国太郎 - 鈴木伝明 - 島耕二 | - 岡田時彦 - 大河内傳次郎 - 阪東妻三郎 - 片岡千恵蔵 - 市川右太衛門 - 嵐寛寿郎 - 月形龍之介 - 沢村国太郎 - 田中春男 | - 浅岡信夫 - 広瀬恒美 - 小泉嘉助 - 小杉勇 - 黒川弥太郎 - 美濃部進（岡譲二） - 大日方伝 - 杉狂児 - 月田一郎 | - 滝口新太郎 - 原健作 - 志村喬 - 河部五郎 - ディック・ミネ - 中田弘二 - 片山明彦 - 悦ちゃん - 林寛 |

### 戦後
| - 河津清三郎 - 水島道太郎 - 二本柳寛（黒井旬） - 坂東好太郎 - 山村聰 - 安部徹 - 大坂志郎 - 三島謙 - 沢本忠雄 - 殿山泰司 | - 三國連太郎 - 三橋達也 - 金子信雄 - 桂小金治 - フランキー堺 - 小沢昭一 - 内田良平 - 名和宏 - 長門裕之 - 安井昌二 - 牧真介 - 宍戸錠 | - 葉山良二 - 石原裕次郎 - 青山恭二 - 高品格 - 津川雅彦 - 小林旭 - 赤木圭一郎 - 二谷英明 - 岡田真澄 - 川地民夫 - 待田京介 - 小高雄二 - 菅井一郎 - 柳沢真一 | - 和田浩治 - 浜田光夫 - 山内賢 - 郷鍈治 - 高橋英樹 - 渡哲也 - 藤竜也 - 沖雅也 - 杉良太郎 - 近藤宏 |

## 主要女優

### 戦前
| - 岡田嘉子 - 伏見直江 - 森静子 - 入江たか子 - 夏川静江（夏川静枝） - 浦辺粂子 - 妹尾松子 - 佐久間妙子 - 徳川良子 - 近松里子 | - 砂田駒子 - 峯吟子 - 滝花久子 - 市川春代 - 沢村貞子 - 戸田春子 - 酒井米子 - 梅村蓉子 - 桜井京子 - 中野かほる | - 伏見信子 - 大倉千代子 - 星玲子 - 風見章子 - 橘公子 - 深水藤子 - 澤村春子 - 澤蘭子 - 滝沢静子 | - 花柳小菊 - 花井蘭子 - 宮城千賀子 - 山田五十鈴 - 原節子 - 轟夕起子 - 鈴木歌子 - 常盤操子 - 木下千代子 |

### 戦後
| - 轟夕起子 - 月丘夢路 - 細川ちか子 - 山岡久乃 - 新珠三千代 - 左幸子 - 南田洋子 - 北原三枝 - 小夜福子 - 高野由美 - 丘野美子 - 長谷百合 | - 渡辺美佐子 - 中原早苗 - 筑波久子 - 吉行和子 - 芦川いづみ - 白木マリ（白木万理） - 稲垣美穂子 - 天路圭子 - 二木てるみ - 若水ヤエ子 - 関弘子 - 木室郁子 | - 浅丘ルリ子 - 十朱幸代 - 清水まゆみ - 東谷暎子 - 笹森礼子 - 香月美奈子 - 吉永小百合 - 和泉雅子 - 松原智恵子 - 南風夕子 - 三崎千恵子 | - 山本陽子 - 園まり - 青江三奈 - 太田雅子（梶芽衣子） - 高樹蓉子 - 夏純子 - 南寿美子 - 東恵美子 - 田代みどり - 初井言榮 - 西尾三枝子 |

## 映画興行成績
1999年までは、映画の興行成績は配給収入で発表されていた。

### 1954年から1975年まで
| 年度 | 年間配給収入 （単位：百万円） | 前年対比 | ダイニチ 年間配給収入 （単位：百万円） |
| ---- | ----------------------------- | -------- | -------------------------------------- |
| 1954 | 426                           | N/A      | N/A                                    |
| 1955 | 2,365                         | 555.7%   | N/A                                    |
| 1956 | 3,238                         | 136.9%   | N/A                                    |
| 1957 | 3,652                         | 112.8%   | N/A                                    |
| 1958 | 4,970                         | 136.1%   | N/A                                    |
| 1959 | 5,542                         | 111.5%   | N/A                                    |
| 1960 | 6,246                         | 112.7%   | N/A                                    |
| 1961 | 6,455                         | 103.3%   | N/A                                    |
| 1962 | 6,467                         | 100.2%   | N/A                                    |
| 1963 | 5,713                         | 088.3%   | N/A                                    |
| 1964 | 5,451                         | 095.4%   | N/A                                    |
| 1965 | 4,582                         | 084.1%   | N/A                                    |
| 1966 | 4,247                         | 092.7%   | N/A                                    |
| 1967 | 3,159                         | 074.4%   | N/A                                    |
| 1968 | 3,519                         | 111.4%   | N/A                                    |
| 1969 | 2,851                         | 081.0%   | N/A                                    |
| 1970 | 1,144                         | 040.1%   | 2,103                                  |
| 1971 | 350                           | 030.6%   | 1,540                                  |
| 1972 | 1,500                         | 428.6%   | N/A                                    |
| 1973 | 1,927                         | 128.5%   | N/A                                    |
| 1974 | 2,124                         | 110.2%   | N/A                                    |
| 1975 | 2,684                         | 126.4%   | N/A                                    |

1954年の出典: 井上雅雄「映画産業の戦後｢黄金期｣の実態(下) : ポスト占領期の映画産業と大映の企業経営・補論」『立教經濟學研究』第71巻第2号、立教大学経済学研究会、2017年10月、102頁、doi:10.14992/00015468。
1955年から1975年の出典: 東宝 編『東宝75年のあゆみ 1932 - 2007 資料』（PDF）東宝、2010年4月、48頁。